# Macromiidae
Macromiidae es una familia de libélulas perteneciente al orden de los odonatos. Tienden a volar sobre las láminas de agua y las carreteras. Son similares a Aeshnidae en tamaño, pero los ojos son de color verde que apenas se reúnen en la parte superior de la cabeza.
Macromiidae (Tillyard, 1917), o Macromiinae ha sido tradicionalmente considerada como una subfamilia de Corduliidae (W. F. Kirby, 1890). Contiene tres géneros y 125 especies repartidas por todo el mundo.